# 孫大信

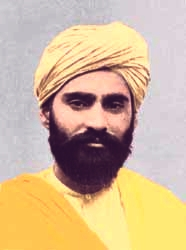
孫大信

孫大信（Sadhu Sundar Singh，1889年9月3日—1929年）是印度基督教具有影響力的佈道家，志願去西藏傳教，曾幾度徒步越喜馬拉雅山進入西藏。在1929年最後一次入藏後失去音訊。他傳道大有能力，多行神跡奇事，被當時西方基督徒認為是近代先知。

## 家世背景
孫大信家庭原為印度北部旁遮普的貴族，篤信錫克教，他母親希望他在年紀大了後做個錫克沙陀。那時印度受英國統治，印度人對英人及基督教非常反感。因此，孫大信逼迫基督教傳道人，撕毀聖經，為替錫克教行功德。
他母親從小即要求他每天要先吃靈糧再吃飯，要追求靈命的成長，而不是一味的追尋世上虛浮短暫的榮華。因此帶他去找瑜珈行者，學習瑜珈鍛練身心靈的健康。

## 改變
有一次，少年孫大信禱告求神指引正路，室內忽有大光雲彩，他初以為印度教神祇黑天來了，但見一人手上有釘痕，對他說：「你為什麼逼迫我?你要記得我曾在十字架上捨生為你。你剛才祈求正路，為什麼不走上去呢?」孫大信才知此人是耶穌。從此，他就成了基督徒，由於印度教家庭無法容忍改教的孫大信，透過家人的威脅利誘依然無法改變他的決心，最後當他要離家前，在食物中下毒，為家人所棄，才投靠教會學校，依當時印度法律滿十六歲才受洗。稍後，孫大信開始穿袈裟，作基督徒沙陀，以便傳道工作。

## 周遊傳道
孫大信長在於印北，他很熟悉喜瑪拉雅山，常想向黑暗地方傳主的道。當時印度已不乏傳道人，信基督的更不少，惟獨西藏和尼泊爾無人去，他自然注目於西藏。孫大信於1908年開始入藏傳道。當時他單憑理想，帶一張氈子和一本新約，赤足於積雪中行路。他那時不過十九歲，不懂西藏語，開始時遇著喇嘛極利害的反對，率領眾人對他攻擊，但有時有些喇嘛待他不壞，又招呼眾人都來聽他講道，使孫大信心滿意足的去傳主的福音。
孫大信在西藏經歷許多奇事，例如一次有幾個仇視他的人手拿棍棒來打他，他立即閉目禱告。後來睜眼看見那些人行近幾步，忽然停住，又退了幾步，一會兒就走了。第二天那些人又來了，但手裡沒有棍棒，問孫大信說：「昨天晚上那些穿白衣站在你身邊的人哪裡去了？」他答道：「他們都是天上的人！」那些人於是接受基督。

## 在各國傳道
1918年孫大信到錫蘭、緬甸、馬來亞、新加坡，1918年到中國和日本傳道。1920年，孫大信覺得他應到西方各國去作見證，因此，他到英國、法國、愛爾蘭、美國和澳洲等國講道。1921年他再由藏回來，因歐洲人認為他是近代先知，很多講道的邀請，所以他決定再去歐洲一次。

## 最後之旅
在1923年後，孫大信由於健康原因才暫停去西藏，側重於寫書與聚會。他在1929年不顧其他人的反對，再次去西藏，之後就音信全無。但他不僅為後世留下了大量的回憶和見證，也是印度教會傳福音的榜樣。

## 印度其他基督教傳道人
- 巴辛